# Berenguer Mallol
Berenguer Mallol (segle XIII) fou un mercader, armador i militar català. Durant el període 1290 – 1291 i 1299 – 1300 fou Conseller en cap de Barcelona en dos períodes. Fou nomenat almirall per Pere el Gran el dia 16 de maig de 1285.

## Croada contra la Corona d'Aragó
El 1285 juntament amb Ramon Marquet Rubí, preparà un petit estol d'onze galeres, amb el comandament conjunt com a almiralls, per defensar la costa de Catalunya, contra l'estol del rei Felip III de França, que havia emprès una croada contra la Corona d'Aragó, aconseguint una gran victòria a la batalla naval de Sant Feliu de Guíxols, capturant-ne a l'almirall Berenguer III de Guillem. Un cop reunits amb la flota de l'almirall Roger de Llúria, havia tornat de Sicília, destruïren l'estol francès a Roses en la batalla naval de les Formigues.

## Conquesta de Menorca
El 1286 comandà de nou amb Ramon Marquet Rubí l'estol amb què Alfons el Franc, conquerí Menorca, encara sarraïna.